# Lasse Schöne
Lasse Schöne, född 27 maj 1986, är en dansk fotbollsspelare (mittfältare) som spelar för NEC Nijmegen och Danmarks landslag.

## Klubbkarriär
Lasse Schöne började spela fotboll i Lyngby BK, men flyttade som junior till nederländska SC Heerenveen. Som seniorspelare bytte han klubb efter fyra år i Heerenveen till De Graafschap och senare NEC Nijmegen. Den 18 april 2012 skrev han på för Ajax, där han började spela sommaren 2012.
Den 9 augusti 2019 värvades Schöne av italienska Serie A-klubben Genoa. Den 7 januari 2021 bröt han sitt kontrakt med klubben. I februari 2021 skrev Schöne på ett halvårskontrakt med Heerenveen.
Den 9 juni 2021 värvades Schöne av NEC Nijmegen, där han skrev på ett tvåårskontrakt.

## Landslagskarriär
Den 12 augusti 2009 gjorde han sin debut för Danmarks seniorlandslag i en vänskapsmatch mot Chile. Han gjorde mål inom en minut efter att han bytts in i den andra halvleken.